# Konstantīns Čakste

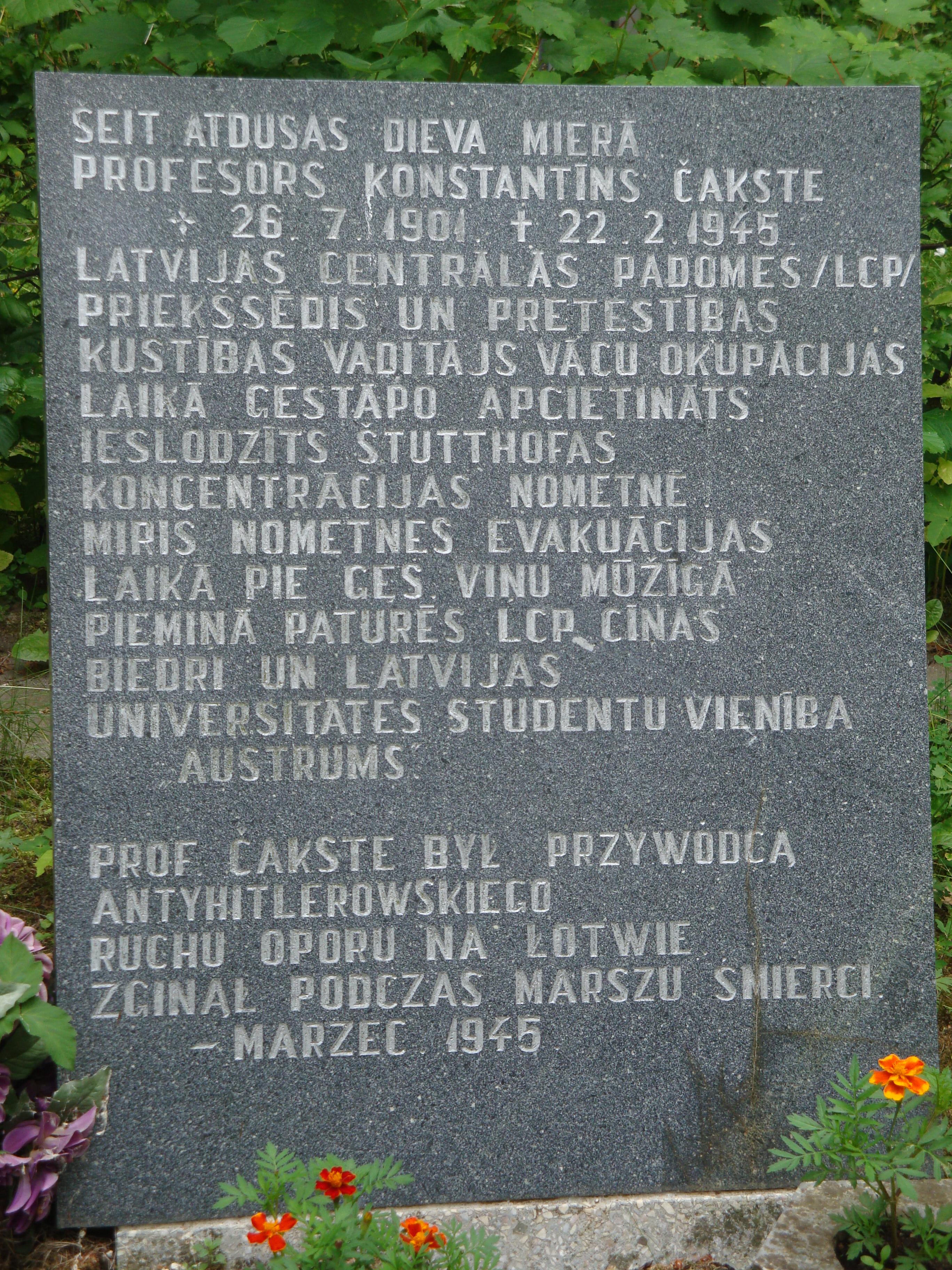
Płyta pamiątkowa na cmentarzu w Krępie Kaszubskiej

Konstantīns Čakste (ur. 26 lipca 1901 w Bulduri, zm. 21 lutego 1945 k. Lęborka) – łotewski prawnik i wykładowca, polityk, przewodniczący Centralnej Rady Łotewskiej (1943).

## Biogram
Był synem prezydenta Łotwy Jāņisa Čakstego i jego żony Justīny. Uczył się w gimnazjum w Mitawie, później w Kazaniu, jednak ostatecznie w 1920 ukończył szkołę średnią w Rydze. W młodości należał do łotewskiej organizacji odrodzeniowej „Austrums”. W latach 1920–1925 studiował prawo na Uniwersytecie Łotwy w Rydze. W 1931 złożył pracę habilitacyjną, po czym zatrudniono go jako wykładowcę prawa cywilnego i handlowego na ryskim uniwersytecie.
Od 1938 do 1940 stał na czele redakcji prawniczego pisma „Jurists”. W czasie niemieckiej okupacji Łotwy zaangażował się w demokratyczny ruch oporu. Na posiedzeniu z 13 sierpnia 1943 Łotewska Rada Centralna wybrała go swoim przewodniczącym. Jako szef Rady nawiązał kontakty z ruchami oporu na Litwie i w Estonii oraz władzami państw zachodnich.
29 kwietnia 1944 został aresztowany przez Gestapo jako członek nielegalnych władz Łotwy. Początkowo umieszczony w obozie Salaspils, został przeniesiony do Stutthofu. Na skutek ofensywy radzieckiej na Prusy Zachodnie zimą 1945 ewakuowany ze Sztutowa – zmarł w drodze do Lęborka. Został pochowany w Gęsi na Kaszubach, później jego ciało przeniesiono na Cmentarz Ofiar Marszu Śmierci w Krępie Kaszubskiej.